# Поповское сельское поселение (Заинский район)
Поповское се́льское поселе́ние — муниципальное образование в Заинском районе Республики Татарстан Российской Федерации.
Административный центр — село Поповка.

## История
Статус и границы сельского поселения установлены Законом Республики Татарстан от 31 января 2005 года № 23-З РТ «Об установлении границ территорий и статусе муниципального образования Заинский муниципальный район и муниципальных образований в его составе».

## Население
| 2010 | 2011 | 2012 | 2013 | 2014 | 2015 | 2016 |
| ---- | ---- | ---- | ---- | ---- | ---- | ---- |
| 290  | →290 | ↗310 | ↘309 | ↘284 | ↘282 | ↘273 |
| 2017 | 2018 |      |      |      |      |      |
| ↘266 | ↘256 |      |      |      |      |      |

## Состав сельского поселения
| № | Населённый пункт | Тип населённого пункта       | Население |
| - | ---------------- | ---------------------------- | --------- |
| 1 | Дмитровка        | село                         |           |
| 2 | Новый Налим      | деревня                      |           |
| 3 | Поповка          | село, административный центр |           |